# Daozang
De Daozang (Chinees:道藏; Dàozàng); Wade-Giles: Tao Tsang), is de canon van het taoïsme. Ze bestaat uit ongeveer 1400 teksten waaronder de taoïstische basisteksten Daodejing en de Zhuangzi. Ze werden verzameld rond het jaar 400 door taoïstische monniken, in een poging de leer van het taoïsme, inclusief de commentaren en uitleg van de verschillende meesters bij de oorspronkelijke basisteksten, bijeen te brengen. Het geheel werd verdeeld over drie delen, net als de drie manden (Tripitaka) bij het Boeddhisme. Deze drie delen worden ook wel Grotten (opslagplaatsen of verzamelingen) genoemd, en waren gebaseerd op de belangrijkste focus van het taoïsme in Zuid-China uit de tijd dat canon werd samengesteld: op meditatie, op rituelen en op exorcisme.
Deze drie delen werden gebruikt als niveaus voor de inwijding van Tao-meesters, van laag (exorcisme) tot hoog (meditatie). Rond het jaar 500 werden aan de drie delen nog vier supplementen toegevoegd. Deze kwamen voornamelijk uit de oudere taoïstische basisteksten, behalve een die werd ontleend aan een aparte en al gevestigde filosofie, bekend als de "Weg van de Hemelse Meesters".
Dit alles kan de indruk wekken dat de canon strak georganiseerd is, wat niet het geval is. Hoewel de huidige canon de verdeling in drie divisies kent, zijn er flinke vertakkingen in de samenstelling door de latere toevoeging van commentaren, openbaringen en teksten die verder uitweiden over de kerndivisies.

## Tijdlijn
1. De eerste Daozang; dit was de eerste poging rond het jaar 400 om alle onderwijzingen en teksten vanuit heel China samen te brengen, en bestond uit ongeveer 1200 rollen.
2. De tweede Daozang; in 748 stuurde de keizer van de Tang-dynastie Tang Xuan-Zong monniken op pad om verdere werken te verzamelen en aan de canon toe te voegen.
3. De derde Daozang; rond het jaar 1016, tijdens de Song-dynastie, werd de Daozang gereviseerd, veel teksten die tijdens de Tang-dynastie waren toegevoegd, werden weer verwijderd. De derde Daozang bestond uit ongeveer 4500 rollen.
4. De vierde Daozang; in het jaar 1444, tijdens de Ming-dynastie, werd een uiteindelijke versie samengesteld, die bestond uit ongeveer 5300 rollen.

## Samenstelling

### Drie delen (sandong) 三洞
1. Echtheids (authentieke) deel (Dongzhen) 洞真部: Teksten met betrekking tot opperste reinheid (Shangqing). Betreft voornamelijk meditatie, de hoogste fase voor een taoïstisch meester.
2. Mysterie-deel (Dongxuan) 洞玄部: Teksten over de Heilige schatten-traditie (Lingbao). Betreft voornamelijk rituelen, de middelste fase.
3. Geesten-deel (Dongshen) 洞神部: Teksten over de Sanhuang-traditie. Betreft voornamelijk exorcisme, de laagste fase.

#### Elk deel bestaat uit 12 hoofdstukken
1. Belangrijkste teksten (Benwen) 本文類
2. Amuletten (Shenfu) 神符類
3. Commentaren (Yujue) 玉訣類
4. Diagrammen en illustraties (Lingtu) 靈圖類
5. Geschiedenissen en genealogieën (Pulu) 譜錄類
6. Voorschriften (Jielu) 戒律類
7. Ceremonies (Weiyi) 威儀類
8. Rituelen (Fangfa) 方法類
9. Gewoonten (Zhongshu) 像術(衆術)類
10. Biografieën (Jizhuan) 記傳類
11. Gezangen (Zansong) 讚頌類
12. Herinneringen (Biaozou) 表奏類

### De vier supplementen
Deze bestaan uit:
1. Het Grote Mysterie (Taixuan) 太玄部: Gebaseerd op de Daodejing
2. De Grote Vrede (Taiping) 太平部: Gebaseerd op de Taiping Jing
3. De Grote Zuiverheid (Taiqing) 太清部: Gebaseerd op de Taiqing Jing en andere alchemische teksten
4. De Orthodoxe (Zhengyi) 正一(正乙)部: Gebaseerd op de Weg van de Hemelse Meester (Tianshi Dao-traditie).